# Kriegsbergturm
Der Kriegsbergturm ist ein knapp 10 Meter hoher Aussichtsturm im Stuttgarter Stadtteil Relenberg in Baden-Württemberg.

## Lage
Der Kriegsbergturm steht in Relenberg, einem Ortsteil des Stadtbezirks Stuttgart-Nord, auf dem namensgebenden Kriegsberg, einer 353 m ü. NN hohen Kuppe des Azenbergs. Die Terrasse mit dem Aussichtsturm befindet sich ca. 500 m nördlich des Katharinenhospitals an der Eduard-Pfeiffer-Straße.

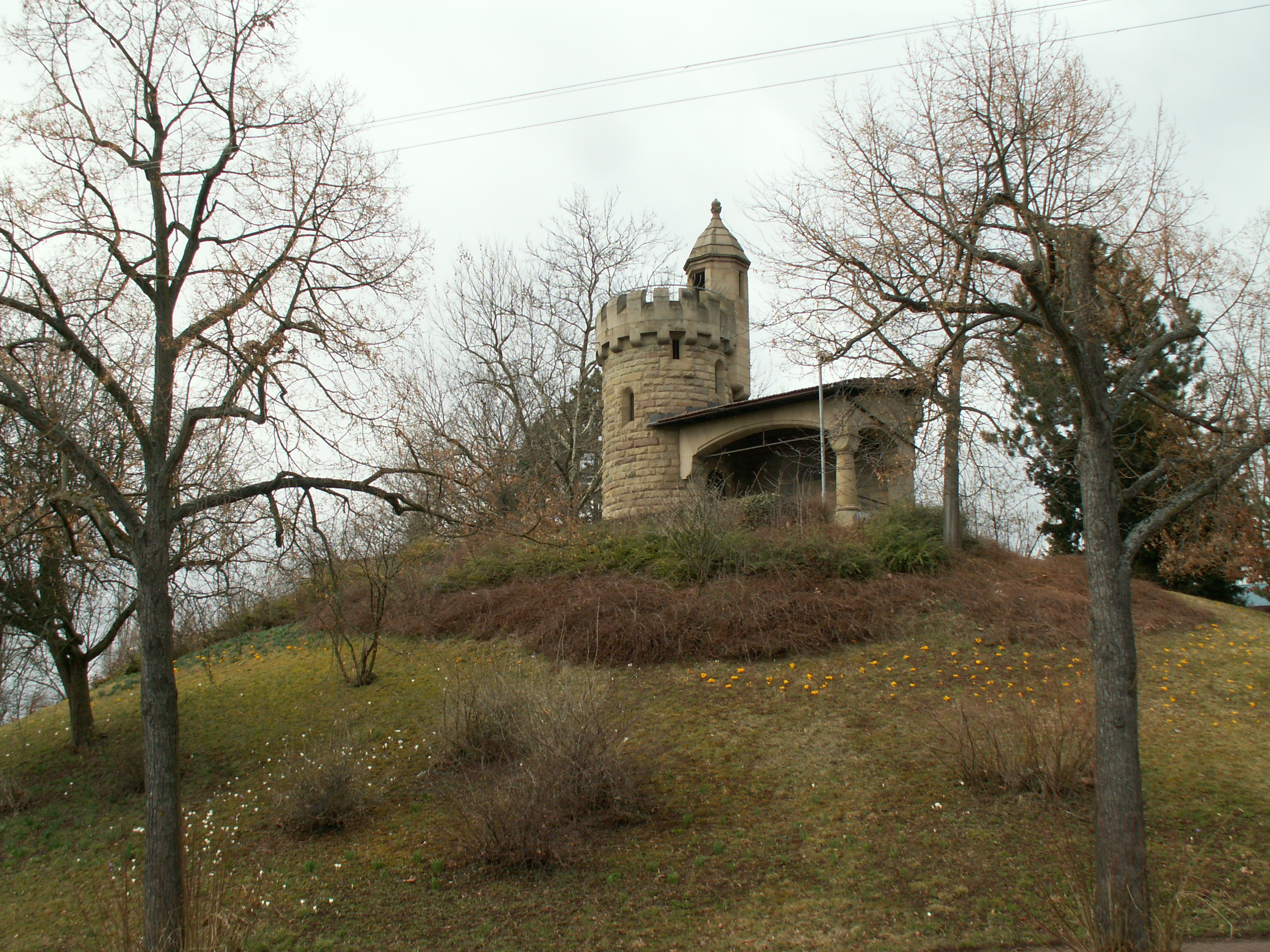
Kriegsbergturm aus südöstlicher Richtung

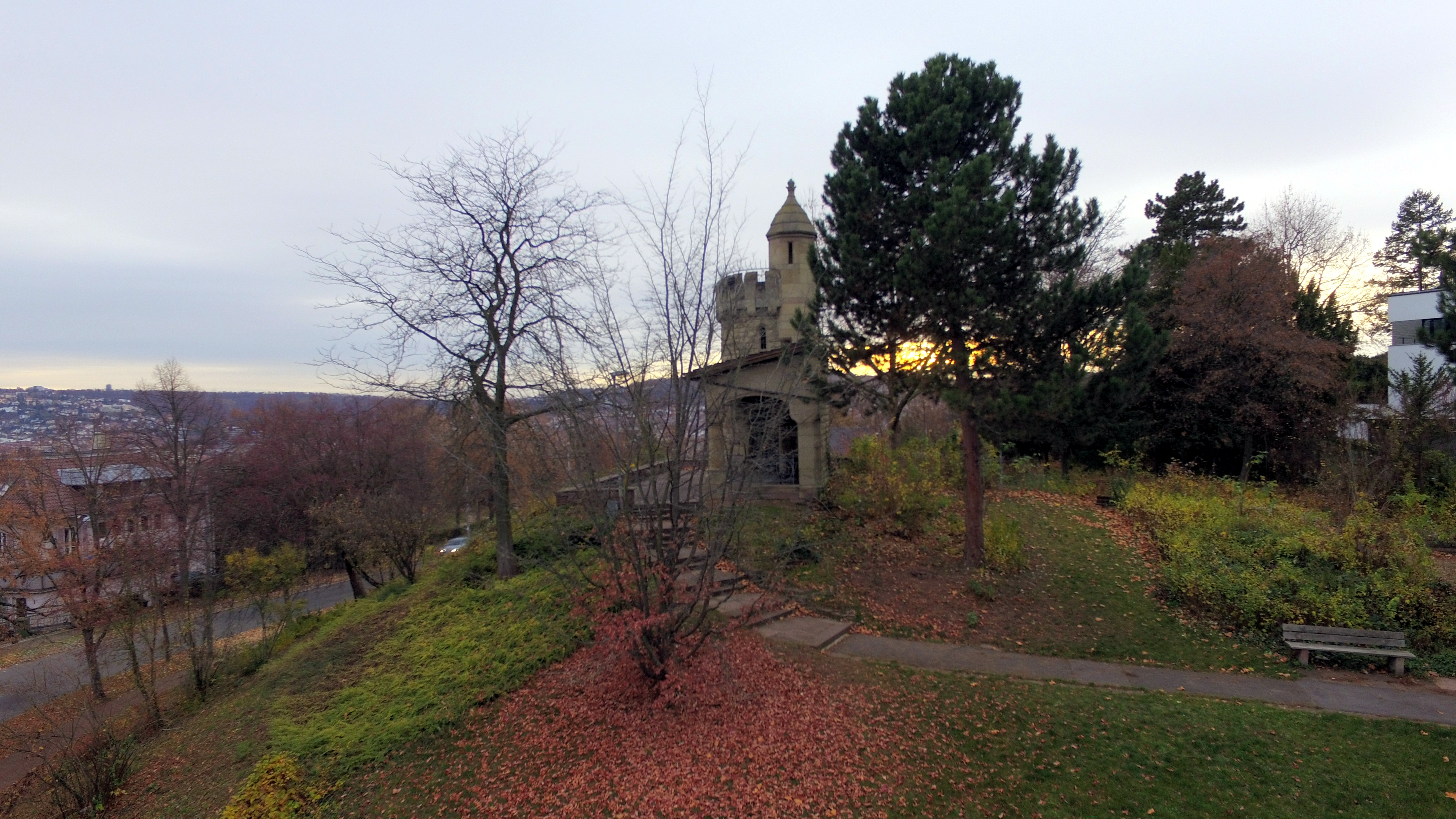
Kriegsbergturm aus nordöstlicher Richtung

## Beschreibung
Der Kriegsbergturm wurde 1895 vom Baurat Carl Weigle für den 1861 gegründeten Verschönerungsverein Stuttgart e. V. errichtet. Der aus Sandstein gemauerte runde Turm verfügt über eine Aussichtsplattform mit zinnenförmiger Brüstung sowie eine angegliederte offene Halle und ist als romanisches Burgfragment gestaltet. Er bietet von seiner Plattform einen guten Ausblick auf die Stuttgarter Stadtmitte, den Schurwald sowie ins Remstal und ins Neckartal. Der Turm selbst ist nur zu besonderen Anlässen geöffnet.
In den Jahren 1983 bis 1995 wurde der Turm mit der Hilfe von Spenden Stuttgarter Bürger sowie der Stadt Stuttgart und des Landesdenkmalamts Baden-Württemberg restauriert, wobei insgesamt 120.000 DM aufgewendet wurden. Eine weitere Renovierung erfolgte in den Jahren 2017–2018.
Der Kriegsbergturm wurde von der Denkmalstiftung Baden-Württemberg zum „Denkmal des Monats Januar 2019“ ernannt.